# Bernal Díaz del Castillo
Bernal Díaz del Castillo (1495 - 1584) va ser un conqueridor espanyol d'Amèrica i cronista de la conquesta de Mèxic sota el comandament d'Hernan Cortés. Com a recompensa pels seus serveis, Díaz del Castillo va ser designat com a governador de Santiago de los Caballeros (avui dia l'Antigua Guatemala).
Díaz del Castillo va néixer a Medina del Campo d'una família amb pocs recursos econòmics. Va viatjar a Cuba el 1514 a la recerca de fortuna, però, després de dos anys, hi va trobar poques oportunitats. La majoria de la població natural de l'illa va morir per les epidèmies i la feina forçada. El 1517 es va enviar una expedició a les illes petites del Carib per trobar més mà d'obra. Díaz es va unir a aquest grup sota el comandament de Francisco Hernández de Córdoba. Va ser una expedició plena de dificultats, encara que van descobrir les costes de la península de Yucatán i després van retornar a Cuba.
Díaz va retornar a Yucatán l'any següent, com a part d'una expedició encapçalada per Juan de Grijalva amb la intenció d'explorar les noves terres descobertes. Després del seu retorn a Cuba, es va enllistar en una nova expedició, encapçalada per Hernán Cortés. En aquesta ocasió, Díaz va participar en una de les expedicions i campanyes militars més reeixides de la història, a la fi de la qual va caure el poderós Imperi Asteca. Durant aquesta campanya, Díaz del Castillo va registrar les converses amb els seus companys, elaborant així els esbossos de la seva obra sobre la història de la conquesta. Descriu moltes de les 119 batalles en què va participar, que culminarien amb la caiguda dels asteques el 1521.
El 1544 va contraure matrimoni amb Teresa Becerra, filla d'un dels conquistadors i primer alcalde de Guatemala. Díaz del Castillo va realitzar dos viatges a Espanya per demanar-hi "mercès", és a dir reconeixement per les seves accions militars. Durant el segon viatge va participar, el 1550, en la junta que es va realitzar a Valladolid sobre l'esclavatge dels amerindis, la perpetuïtat de les encomiendes i els tributs. Al seu retorn a Guatemala, no va aconseguir que el president de l'Audiència li atorgués allò que havia aconseguit a Espanya, i va prosseguir la seva lluita per aconseguir els "drets inherents als seus mèrits com a conqueridor".
El 1557 va ser elegit regidor de la ciutat de Guatemala. El 1568 va començar a escriure la seva història, gairebé 50 anys després dels esdeveniments, com a resposta a una altra història escrita pel capellà de Cortés, Francisco López de Gómara, que no havia participat en les campanyes militars. Va titular el seu llibre "Historia verdadera de la conquista de la Nueva España".
Díaz va morir el 1581 a Guatemala sense poder publicar el seu llibre. En una biblioteca de Madrid es va trobar un manuscrit el 1632 i el llibre va ser finalment publicat. Avui dia és considerat una de les fonts més importants de les campanyes militars de la Conquesta de Mèxic.